# 韦斯特施泰滕
韦斯特施泰滕是德国巴登-符腾堡州的一个市镇。总面积13.09平方公里，总人口2199人，其中男性1085人，女性1114人（2011年12月31日），人口密度168人/平方公里。